# Vipera
Vipera és un gènere de serps de la família Viperidae integrat per diversos escurçons verinosos àmpliament esteses per la regió Paleàrtica (Europa, nord d'Àsia i l'Àfrica mediterrània).

## Taxonomia
El gènere Vipera inclou 26 espècies:
- Vipera altaica Tuniyev, Nilson & Andrén, 2010
- Vipera ammodytes (Linnaeus, 1758)
- Vipera anatolica Eiselt & Baran, 1970
- Vipera aspis (Linnaeus, 1758)

- Vipera barani Böhme et Joger, 1984
- Vipera berus (Linnaeus, 1758)

- Vipera darevskii Vedmederja, Orlov y Tunyev, 1986
- Vipera dinniki Nikolsky, 1913

- Vipera eriwanensis (Reuss, 1933)
- Vipera graeca (Nilson & Andrén, 1988)

- Vipera kaznakovi Nikolsky, 1909
- Vipera latastei Bosca, 1878
- Vipera lotievi Nilson et al., 1995

- Vipera magnifica Tuniyev & Ostrovskikh, 2001
- Vipera monticola Saint-Girons, 1954
- Vipera nikolskii Vedmederja, Grubant y Rudayeva, 1986

- Vipera olguni (Tuniyev et al., 2012)
- Vipera orlovi Tuniyev & Ostrovskikh, 2001

- Vipera pontica Billing, Nilson y Sattler, 1990
- Vipera raddei Boettger, 1890

- Vipera sakoi Tuniyev et al., 2018
- Vipera seoanei Lataste, 1879
- Vipera shemakhensis (Tuniyev et al., 2013)
- Vipera transcaucasiana Boulenger, 1913
- Vipera ursinii (Bonaparte, 1835)
- Vipera walser Ghielmi et al., 2016

Les següents espècies han estat mogudes a altres gèneres:
- Daboia palaestinae (Werner, 1938)
- Montivipera albizona (Nilson, Andrén y Flärdh, 1990)
- Montivipera bornmuelleri (Werner, 1898)
- Montivipera bulgardaghica (Nilson y Andrén, 1985)
- Montivipera latifii (Mertens, Darevsky y Klemmer, 1967)
- Montivipera wagneri (Nilson y Andrén, 1984)
- Montivipera xanthina (Gray, 1849)